# Serra de' Conti
Serra de' Conti é uma comuna italiana da região dos Marche, província de Ancona, com cerca de 3 456 habitantes. Estende-se por uma área de 24 km², tendo uma densidade populacional de 144 hab/km². Faz fronteira com Arcevia, Barbara, Montecarotto, Ostra Vetere.

## Demografia
| Variação demográfica do município entre 1861 e 2011                               |
|                                                                                   |
| Fonte: Istituto Nazionale di Statistica (ISTAT) - Elaboração gráfica da Wikipedia |